# Michele Ruggieri
Pour les articles homonymes, voir Ruggieri.
Cet article possède un paronyme, voir Michele Ruggiero.
Michele Ruggieri, né le 28 octobre 1543 à Spinazzola (Italie) et mort le 11 mai 1607 à Salerne (Italie) est un prêtre jésuite italien, missionnaire en Chine. Il est connu principalement connu pour avoir été, avec Matteo Ricci, un des initiateurs des missions en Chine.

## Biographie
Né à Spinazzola, près de Bari dans les Pouilles (Italie), Ruggieri fait des études de droit à Naples et obtient le doctorat ‘in utroque iure’ (droit civil et droit canon). Le 27 octobre 1562, à l’âge de 19 ans il entre au noviciat romain de la Compagnie de Jésus. Volontaire pour les missions en Asie il quitte Rome en 1577 pour Lisbonne où il célèbre sa première messe le 12 mars 1578, alors qu’il est en attente d’un navire en partance pour l’Extrême-Orient.
Ils sont une douzaine de Jésuites, dont Matteo Ricci et Rodolfo Acquaviva, à embarquer la même année, 1578, pour Goa. De Goa Ruggieri est envoyé sur la côte de Malabar. Il se met à l’étude de la langue et bientôt est prêt à entendre les confessions. Mais cela ne dure que 6 mois. Son don pour l’apprentissage des langues fait qu’il est choisi pour faire partie du premier groupe de missionnaires destinés à entrer dans l’empire chinois des Ming
.
Le 20 juillet 1579, Ruggieri est à Macao, comptoir portugais sur la côte méridionale de Chine continentale. Il se met immédiatement à l’étude du « lire, parler et écrire » de la langue chinoise. Il se familiarise également avec les us et coutumes du pays. Tout en attendant la permission de résider en Chine Ruggieri parvient, par quelques visites faites occasionnellement, à établir des contacts et gagner la sympathie de personnalités de la région voisine de Guangdong.
Matteo Ricci et lui-même obtiennent en 1583 l’autorisation de fonder une première mission catholique à Zhaoqing, base à partir de laquelle ils obtiennent quelques conversions qui seront le noyau de communautés chrétiennes futures. Dès 1584 un petit catéchisme chinois y est publié, premier livre imprimé par un Européen en Chine. Le succès est éphémère.
Le but des Jésuites étant d'établir un contact avec la cour de Pékin, Ruggieri est envoyé en 1588 à Rome pour solliciter du pape l’envoi d’une ambassade officielle auprès de l’empereur Wanli, pour lui demander de permettre aux missionnaires de résider dans l’empire. Des circonstances défavorables - la mort de plusieurs papes en succession rapide et la sante déclinante de Ruggieri – font que ce projet ne se réalisera pas.
Ruggieri se retire à Salerne où il revise la traduction latine d’ouvrages chinois de philosophie confucéenne et publie les cartes géographiques ramenées de Chine. Il est également confesseur et directeur spirituel, à Salerne, de 1593 à sa mort.
Ruggieri meurt à Salerne le 11 mai 1607.